# AMY (детектор)
AMY — детектор элементарных частиц на электрон-позитронном коллайдере TRISTAN в ускорительном центре KEK в Японии в период между 1984 и 1995 гг. Использовался для поиска новых частиц и проведения точных исследований сильных и электрослабых сил. 

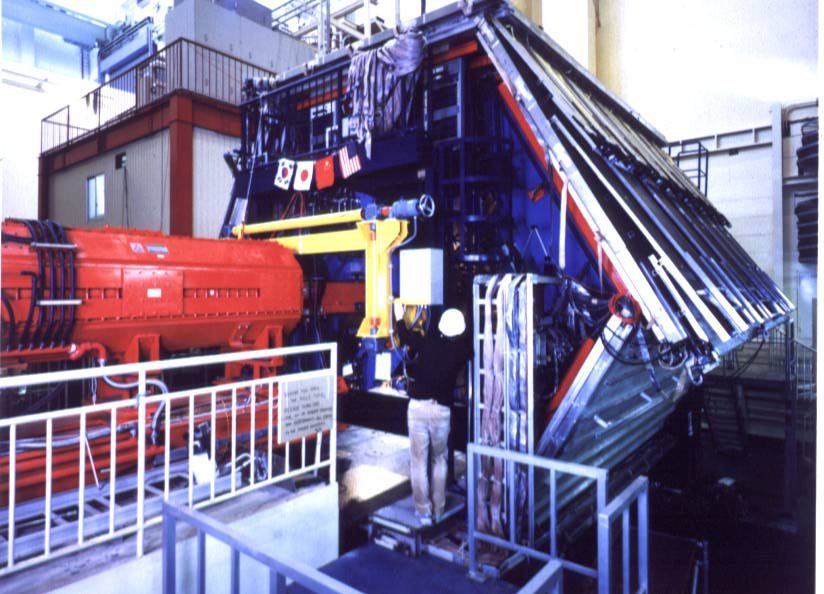
Фотография детектора AMY

Детектор был построен и эксплуатировался физиками из многих стран, в том числе: США, Японии, Южной Кореи, Китая и Филиппин. Для отслеживания заряженных частиц детектор содержал внутреннюю камеру слежения и центральную камеру дрейфа. Новый рентгеновский детектор, чувствительный к рентгеновскому излучению, генерируемому электронами посредством синхротронного излучения в соленоидальном магните AMY 3Tesla, использовался для идентификации электронов. Электромагнитный калориметр Barrel представлял собой пробоотборный калориметр с использованием свинца в качестве пассивного материала и газа для отбора проб. У AMY также была система обнаружения мюонов за пределами возвратного ярма магнита. 
Наиаиболее цитируемая статья, написанная по материалам, полученным на AMY — «Свойства мультиадронных событий при e+e- аннигиляции при s√ = 52—57 ГэВ».
В то время как названия большинства экспериментов по физике элементарных частиц являются аббревиатурами, AMY — просто AMY. 